# Groupama–FDJ
Groupama–FDJ (UCI kód: GFC) je francouzský cyklistický tým účastnící se závodů UCI World Tour v silniční cyklistice. Už od založení v roce 1997 je titulním sponzorem společnost Française des Jeux provozovatel francouzské národní loterie. Největším úspěchem týmu na Grand Tour je celkové třetí místo Thibauta Pinota na Tour de France 2014. V roce 1997 dosáhl Frédéric Guesdon na Paříž–Roubaix na první vítězství týmu na monumentální klasice. Dalšími vítězi monumentu z tohoto týmu jsou Arnaud Démare, který zvítězil na Milán – San Remo 2016 a Thibaut Pinot, který vyhrál Giro di Lombardia 2018.

## Soupiska týmu
K 1. lednu 2024
- Lewis Askey (GBR) (* 4. května 2001)
- Cyril Barthe (FRA) (* 14. února 1996)
- Sven Erik Bystrøm (NOR) (* 21. ledna 1992)
- Clément Davy (FRA) (* 17. července 1998)
- David Gaudu (FRA) (* 10. října 1996)
- Kevin Geniets (LUX) (* 9. ledna 1997)
- Lorenzo Germani (ITA) (* 3. března 2002)
- Romain Grégoire (FRA) (* 21. ledna 2003)
- Ignatas Konovalovas (LIT) (* 8. prosince 1985)
- Stefan Küng (SUI) (* 16. listopadu 1993)
- Olivier Le Gac (FRA) (* 27. srpna 1993)
- Eddy Le Huitouze (FRA) (* 3. dubna 2003)
- Fabian Lienhard (SUI) (* 3. září 1993)
- Valentin Madouas (FRA) (* 12. července 1996)
- Lenny Martinez (FRA) (* 11. července 2003)
- Rudy Molard (FRA) (* 17. září 1989)
- Quentin Pacher (FRA) (* 6. ledna 1992)
- Enzo Paleni (FRA) (* 30. května 2002)
- Paul Penhoët (FRA) (* 28. prosince 2001)
- Laurence Pithie (NZL) (* 17. července 2002)
- Rémy Rochas (FRA) (* 18. května 1996)
- Clément Russo (FRA) (* 20. ledna 1995)
- Marc Sarreau (FRA) (* 10. června 1993)
- Reuben Thompson (NZL) (* 15. února 2001)
- Lars van den Berg (NED) (* 7. července 1998)
- Matthew Walls (FRA) (* 20. dubna 1998)
- Samuel Watson (GBR) (* 24. září 2001)